# Экспедиция Юзефа Заливского (1833)
Экспедиция полковника Юзефа Заливского, известная также в исторической литературе под названием "Месть народа" - военная экспедиция в 1833 году польских эмигрантов в Царство Польское и сопредельные земли Западного края Российской империи с целью взятия реванша за поражение Польского восстания 1830 года.

## Накануне
Юзеф Заливский в Париже представил Польскому народному комитету во главе с Иоахимом Лелевелем план восстания, опиравшегося на простое население. Небольшие отряды эмигрантов, вооружённые в австрийской Галиции и прусском Познанском княжестве, должны были проникнуть на польские и литовско-белорусские земли и, провозглашая там свободу и равенство, склонить крестьян и горожан к всеобщему восстанию. Над каждыми двумя поветами (уездами) примет командование окружной начальник, над воеводством или губернией — начальник воеводства, а верховная власть над всеми будет в руках Юзефа Заливского. Все это предприятие получила название «Месть народа». Народный комитет под руководством Иоахима Лелевеля одобрил план партизанского похода. Известный в кругах польских эмигрантов историк Леонард Ходзько, который входил в состав руководства комитета в Париже, поддержал подготовку вооружённой экспедиции полковника Юзефа Заливского в Царство Польское. Преследуемый посольством России в Париже, по требованию французских властей Ходзько был вынужден покинуть столицу Франции и отправился в Великобританию.

## Вторжение
Начало восстания было назначено на 19 марта 1833 года. Несколько сот эмигрантов пробрались через Германию в польские земли, отошедшие к Австрии и Пруссии, находя приют в шляхетских усадьбах. Ю. Заливский, прибывший первым в Галицию, подбирал командиров повстанцев, собирал деньги и оружие. 19 марта 1833 года он с группой всего лишь 8 человек перешёл польскую границу под Сандомиром и направился к Люблину.
В 1833 году Михаил Ходзько вступил в союз "Месть народа" и участвовал в экспедиции полковника Юзефа Заливского. В этой партизанской вылазке он занимал должность начальника третьего округа (Пинский и Слуцкий уезды Минской губернии).
Известный участник восстания Михаил Волович, под влиянием Юзефа Заливского, также решил принять участие в его военном рейде на территорию Беларуси и Литвы. Планировалось, что западноевропейские карбонарии окажут им помощь. По решению Юзефа Заливского, Михаил Волович должен был создать и возглавить партизанский отряд в Слонимско-Новогрудском округе.19 марта 1833 года повстанцы перешли российскую границу и начали действовать на Слонимщине и Гродненщине. В отряд М. Воловича вступили окрестные крестьяне из Поречья, Острова и Бардашов. Чтобы добыть деньги, мятежники напали на почту. Волович запланировал взять штурмом тюрьму в Слониме с тем, чтобы освобождённые заключённые присоединились к повстанцам. Но такие действия встревожили власти. Гродненский губернатор М. Н. Муравьев-Виленский приказал окружить повстанческий отряд над Щарой. Михаил Волович пытался покончить жизнь самоубийством, но пистолет дал осечку. Повстанцы были взяты в плен. Всего по Гродненщине было арестовано более 150 человек. На допросе Волович свидетельствовал, что «хотел использовать предполагаемое восстание, чтобы осуществить свои намерения и освободить крестьян».

## Итоги
Переходя от деревни к деревне, Заливский убедился, что призывы к революции не встречают отклика, что народ, не забывший поражения Ноябрьского восстания, не желает нападать на русские войска. Преследуемый казаками, Юзеф Заливский отступил на галицкую территорию, где и был арестован австрийцами.
Убедившись в невозможности выполнить миссию, Михаил Ходзько через Восточную Галицию, Вроцлав, Познань и Саксонию вернулся в Париж.
11 июня 1833 года в Гродно начался судебный процесс. Рядом с Воловичем на скамье подсудимых сидели 10 крестьян. Волович был приговорён к смертной казни через четвертование, однако князь Долгоруков смягчил приговор. Михаила Воловича повесили в Гродно 2 августа 1833 года. Остальные повстанцы были сосланы в Сибирь — на каторжные работы, в арестантские роты и на поселение.